# Huracan Motors
Huracan fou una marca catalana de motocicletes i motocarros, fabricats per l'empresa Huracan Motors, S.A. a Barcelona entre 1955 i 1965 (d'altres fonts esmenten el 1956 com a any de la seva fundació). Les motocicletes Huracan anaven equipades amb motors Hispano Villiers de 125, 197 i 250 cc i destacaven per la seva bellesa de línies.
L'empresa, fundada per Josep Maria Duran Balet, començà en un local del Poblenou i es va traslladar l'octubre de 1958 a unes naus de nova construcció al número 122 del carrer Almogàvers, on més tard s'instal·là la sala Zeleste (1986) i la seva successora, Razzmatazz (2000). Durant els anys en què tingué activitat, Huracan fabricà més de 2.000 unitats de vehicles.

## Història
El fundador d'Huracan Motors, Josep Maria Duran, net del mestre d'obres Domènec Balet i Nadal, fundà l'empresa amb un capital de 1'5 milions de pessetes. Després d'iniciar les activitats en un local del Poblenou, a l'octubre o novembre del 1958 l'empresa es va traslladar al nou edifici del carrer dels Almogàvers, que havia estat projectat el 1957 per l'arquitecte Llorenç García-Barbón per encàrrec del gerent Ramon Torra i Margenat. El 1962, l'empresa va canviar la denominació per Camiones y Vehículos SA (CAVESA).

## Producció
La producció s'inicià tot fabricant motocarros i un model de motocicleta, canviats el 1957 per altres models més atractius i una microfurgoneta de quatre rodes de només 3,1 metres de longitud, anomenada F-197 (amb motor Hispano Villiers 197 cc), la qual recordava les DKW d'aquella època. Se'n varen construir, però, poques unitats.

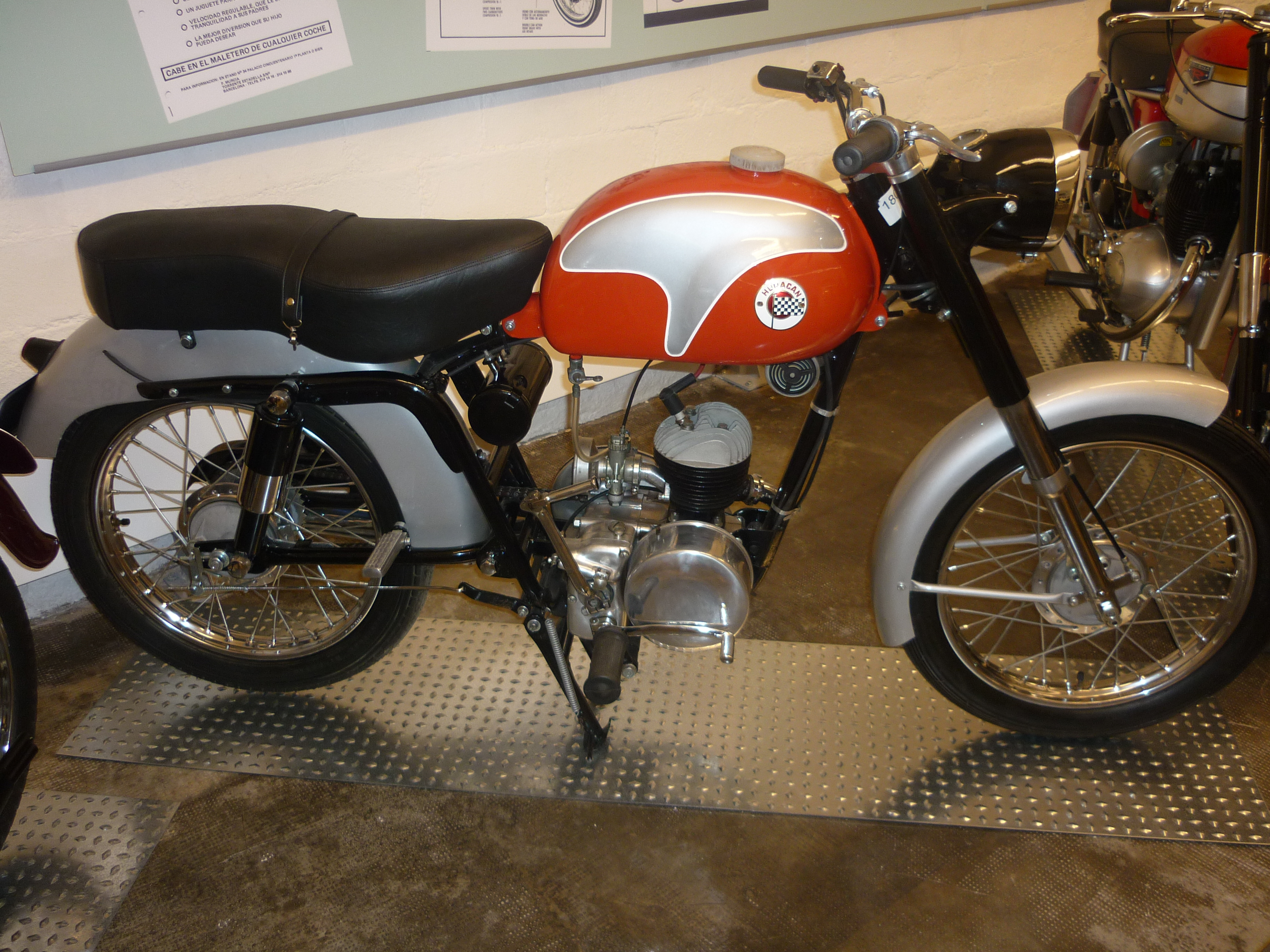
Huracan Oxford 125cc de 1960

El 1958, Huracan va provar sort dins el camp dels microcotxes i va presentar a la Fira de Mostres de Barcelona el "Minicar", dotat del motor Hispano Villiers de 197 cc. El seu disseny era obra de l'antic pilot de motociclisme i fabricant de les motocicletes Alpha, Nilo Masó. Aquest vehicle, molt reeixit tecnològicament, aprofitava alguna de les solucions ja emprades a la microfurgoneta F-197. L'alt preu a què es venia -unes 60.000 pts- similar del Seat 600 de l'època, va fer inviable la seva comercialització en sèrie (es va dir també que l'administració franquista havia posat traves a la seva comercialització, cosa habitual aleshores).
El 1959 es dissenyà un vehicle de característiques similars a la F-197 però de línies més futuristes, concebut per al transport, anomenat F-323, amb motor Hispano Villiers 323 cc. Aquest nou vehicle no va passar de la fase de prototipus. Aquell mateix any, es presentà el model T-1.000, un tricicle tractor amb petit semiremolc apte per a 750 kg de càrrega, i la Motofurgoneta M-202, un motocarro d'aspecte simple que tingué molt bona acollida.
A banda d'aquests dos models, Huracan va seguir produint els motocarros tradicionals, però l'evolució del mercat cap a un altre tipus de vehicles (utilitaris i turismes de gamma mitjana i models comercials o furgonetes derivades) va fer que l'empresa hagués de tancar les portes el 1965. Abans, però, encara va poder desenvolupat alguns karts de diverses cilindrades, destinats a les pistes de lloguer i competició.